# Minitrack
La red Minitrack fue la primera red norteamericana creada para el rastreo de satélites. Comenzó sus operaciones en 1957, usándose para seguir los vuelos de las naves espaciales Sputnik, Vanguard, Explorer y otros programas creados durante los primeros años de la carrera espacial. Minitrack fue el predecesor de las redes de rastreo Spacecraft Tracking and Data Acquisition Network (STADAN) y de Manned Space Flight Network (MSFN).

## Orígenes
Cuando llegaron las primeras propuestas para el lanzamiento de satélites en los años 1950 surgió de forma natural la necesidad de rastrearlos. Se consideraron 3 conceptos diferentes:
- Rastreo óptico
- Rastreo mediante radar
- Un esquema del United States Naval Research Laboratory (NRL) que medía ángulos sirviéndose de la interferometría, basado en el trabajo realizado para el misil White Sands.

Los dos primeros conceptos no requerían de ninguna actividad por parte del objeto en movimiento, pero contaban con la dificultad de encontrar el objetivo para el rastreo, pues tenían unos campos de visión muy reducidos. La propuesta del NRL precisaba de un transmisor en el objeto en movimiento, pero permitía medir el objetivo en un amplio campo de visión de forma sencilla. La propuesta del NRL fue la aceptada y sirvió de fundamento para las estaciones Minitrack.

## Desarrollo
La propuesta inicial solo preveía un par de estaciones, pero pronto se llegó a la conclusión de que era insuficiente. Finalmente se desplegaron por el globo 11 estaciones, finalizando en octubre de 1957.

## Problemas técnicos
Aunque una estación Minitrack podía medir los ángulos a los satélites de forma muy precisa, utilizar esta información para averiguar la órbita requería de un esfuerzo adicional.
- La ubicación de la estación debía ser calculada de forma muy precisa. Antes del lanzamiento de satélites, cada continente tenía sus propios sistemas de coordenadas y la relación entre los diferentes sistemas no encajaba con exactitud.
- También el tiempo en la estación debía ser medido de forma muy precisa, para lo que se instaló un reloj de alta precisión en cada una de las estaciones. El reloj se calibraba cotejándolo con las transmisiones de radio del WWV.
- Dado que se necesita más de una observación para determinar una órbita con precisión, se enviaban los datos de cada estación a un mismo centro para determinar la órbita. Esto fue una dificultad, ya que las estaciones estaban ubicadas en regiones con poca contaminación de ondas de radio y por ello contaban con una infraestructura reducida. La Armada de los Estados Unidos se encargó de crear nuevas redes de comunicación para las estaciones.

## Minitrack y Sputnik
El 1 de octubre de 1957 la red Minitrack estaba prácticamente terminada. 3 días más tarde se lanzó al espacio el Sputnik 1. Desafortunadamente el satélite soviético emitía a frecuencias amateur de 20 y 40 MHz, por lo que las estaciones Minitrack no pudieron recibir la señal con interferómetros de 108 MHz, por lo que se tuvo que realizar un esfuerzo en tiempo récord para adaptar los equipos.

## Período 1958-1962
Cuando se lanzaron los satélites Explorer y Vanguard unos pocos meses después, la red Minitrack no tuvo ninguna dificultad para rastrearlos. Las datos fueron tan aceptables que se usarían los mismos interferómetros para la red sucesora STADAN.

## Transformación en STADAN
A medida que los satélites fueron creciendo y se hicieron más sofisticados surgieron una serie de problemas para la red Minitrack, además de que algunas funciones se hicieron superfluas, entre otras:
- Satélites en órbitas polares, que precisaban de nuevas estaciones de rastreo.
- Satélites en órbitas síncronas, semi o totalmente estacionarios, cosa que resta valor al cálculo del ángulo. Lo que se necesitaba en este caso, especialmente para las maniobras de estos satélites, era un rango y una alteración de este. Minitrack no era capaz de realizar este tipo de mediciones. El mismo problema ocurría con los satélites cerca del apogeo en órbitas excéntricas.[3]
- La necesidad de mayores flujos de datos requería de antenas de mayor tamaño. Nimbus fue el primer satélite que hizo obvio el problema al enviar imágenes en lugar de datos telemétricos básicos.[4]
- El aumento de satélites y su complejidad requería de mayor telemetría automática e instalaciones de control.
- Menos necesidad de un rastreo "a ciegas". Las posibilidades de rastreo de las estaciones de lanzamiento mejoraron considerablemente.[5]

Para afrontar todos estos cambios se realizaron cambios fundamentales a la red Minitrack:
- Cambios de centros, así como cierres y aperturas.
- Se instalaron discos de recepción de mayor tamaño, concretamente entre de entre 12 y 26 metros de diámetro en algunas estaciones.
- Se añadieron los equipos del Goddard Range and Range Rate tracking (GRARR).[7]
- Se añadió una nueva telemetría para el rastreo automático y antenas para la transmisión de comandos a los satélites (SATAN).[8]
- Se ampliaron y automatizaron los enlaces de intercomunicación entre las estaciones.

La red resultante paso a denominarse Spacecraft Tracking and Data Acquisition Network o STADAN.